# Mughal-E-Azam

Mughal-E-Azam est un film indien réalisé par Kamuddin Asif sorti en 1960 en Inde. C'est l'histoire légendaire de l'amour impossible de Salim, prince héritier du trône moghol, et d'Anarkali, esclave et danseuse à la cour. Les rôles principaux sont tenus par Madhubala, Dilip Kumar et Prithviraj Kapoor. C'est l'un des plus grands succès du cinéma indien.

## Synopsis
L'histoire se situe au XVIe siècle dans l'Empire moghol. Envoyé sur le champ de bataille pour affermir son caractère, le prince héritier Salim, revient au palais impérial auréolé de quatorze années de guerres victorieuses. Accueilli avec fierté par son père, l'empereur Akbar, et avec amour par sa mère, la reine Jodhaa Bai, il retrouve avec plaisir la douceur de la cour. Il y tombe follement amoureux de la danseuse Anarkali dont il veut faire sa femme. Soucieux des intérêts de l'empire, Akbar rejette violemment cette mésalliance, emprisonne la jeune femme et la condamne à mort. Le prince s'oppose alors à son père, lui contestant le droit de régir ses sentiments comme il le fait du pays. Il fait évader Anarkali, la cache et se rebelle, entraînant une partie de l'armée avec lui. L'affrontement se solde par la victoire d'Akbar qui se résout à faire exécuter son fils unique. Anarkali se livre alors à l'empereur pour sauver l'homme qu'elle aime.

## Commentaires
- Thématiques

Mughal-E-Azam raconte les amours légendaires du prince Salim, futur empereur Jahângîr et d'Anarkali, danseuse de la cour, connues dans toute l'Inde mais nullement attestées par des documents historiques. Elles ont donné lieu à de nombreuses adaptations cinématographiques, toutes intitulées Anarkali, dont celles de R.S. Choudhuri en 1928 (film muet) et en 1935, de Nandlal Jaswantlal en 1953 et de Anwar Kamal Pasha en 1958, mais la réalisation de K. Asif demeure la plus célèbre et la plus réussie.
Le conflit entre l'amour et le pouvoir sous-tend tout le film. Il provoque l'opposition entre le fils, qui défend jusqu'à l'extrême son droit à épouser celle qu'il aime, et le père, déchiré entre son sens du devoir et son amour paternel.
Le contexte historique, le règne d'Akbar réputé pour sa tolérance, permet au réalisateur de mettre en avant les valeurs de coopération et d'amitié entre les communautés en multipliant les scènes au cours desquelles l'empereur musulman prend part aux rites hindous et s'appuie sur des ministres rajpouts. Cependant K. Asif justifie qu'il y a un prix à payer pour quelques-uns, le bonheur du jeune couple, pour le bien du plus grand nombre, la sauvegarde de l'Empire.
La fin dramatique du film qui montre le prince Salim effondré et seul dans son palais et Anarkali hagarde qu'on exile, confirme le bien-fondé des valeurs traditionnelles : les différences sociales sont inviolables et le statut des femmes demeure inférieur quelle que soit leur noblesse de caractère.
- Réalisation

Mughal-E-Azam est un film gigantesque à bien des égards. La pré-production s'étale sur plus de dix ans, la réalisation proprement dite requiert cinq cents jours de tournage, les figurants se comptent par centaines et le budget avoisine quinze millions de roupies (335 000 $), somme faramineuse pour l'époque. Ces moyens considérables sont mis au service de la vision grandiose du réalisateur. Les décors somptueux traduisent la puissance des empereurs moghols et la splendeur de leur règne de même que les costumes richement brodés et les lourds bijoux pour la confection desquels K. Asif fait venir les meilleurs artisans de l'Inde entière.
Plusieurs scènes émergent de l'ensemble. La bataille qui oppose le père et le fils est la plus impressionnante tournée jusqu'alors par le nombre de figurants, de chevaux et d'éléphants qu'elle réunit et les effets pyrotechniques mis en œuvre. Les moments romantiques réunissant le prince et la danseuse culminent dans une scène filmée en gros plan où Salim caresse langoureusement avec une plume le visage d'Anarkali dont le plaisir est visible. La sensualité et le léger érotisme qui s'en dégagent sont remarqués lors de la sortie en salle. Malgré le coût important et le souhait du réalisateur, le film est tourné en noir et blanc excepté deux scènes clefs. La plus célèbre, Pyar Kiya To Darna Kya, se situe dans le Sheesh Mahal (Palais des Miroirs) où Anarkali défie Akbar en chantant son amour pour Salim et où son corps tournoyant se reflète dans les mille facettes des miroirs qui tapissent murs et plafonds à la façon d'un kaléidoscope.
La longueur de la pré-production oblige le réalisateur à remplacer Nargis, Chandramohan et Sapru, acteurs pressentis au départ. C'est ainsi que Chandramohan décédant après avoir tourné quelques scènes, Prithviraj Kapoor lui succède. Il interprète l'empereur Akbar de façon théâtrale, lui donnant toute la majesté requise grâce à sa voix de stentor. Face à lui, Dilip Kumar réussit à camper un prince qui ose contester un père tout puissant mais il est moins crédible en amoureux. Mais c'est Madhubala qui domine tout le film. Tour à tour soumise et fière, séductrice et généreuse, elle personnifie l'amour et offre l'une des meilleures prestations de sa courte carrière.
Pour des raisons de coût, le film ne comporte que deux scènes en couleur et sort en noir et blanc à 85 % en 1960. Plus de quarante ans plus tard le film est remastérisé et colorisé avec talent, réalisant ainsi le vœu de son réalisateur et donnant toute leur splendeur aux décors et aux costumes. Fait rare, le film fait l'objet d'une nouvelle sortie en salle en 2004 à l'occasion de la colorisation. 

## Fiche technique
- Titre : Mughal-E-Azam
- Titre hindi : मुग़ल-ए आज़म
- Titre ourdou: مغلِ اعظم
- Réalisation : Kamuddin Asif
- Scénario : Kamuddin Asif et Aman
- Musique : Naushad Ali
- Paroles : Shakeel Badayuni
- Chorégraphie : Lachchu Maharaj
- Photographie : R. D. Mathur
- Montage : Dharamvir
- Direction artistique : M.K. Syed
- Costumes : Jaggi
- Date de sortie de la version en noir et blanc : 1960
- Date de sortie de la version colorisée : 2004
- Pays de production : Inde
- Durée :  173 min (version colorisée : 185 min)

## Distribution
- Madhubala : Anarkali
- Dilip Kumar : le prince Salim
- Prithviraj Kapoor : l'empereur Akbar
- Durga Khote : la reine Jodhaa Bai
- Nigar Sultana : Bahar

## Musique
Le film comporte onze chansons composées par Naushad Ali, écrites par Shakeel Badayuni et chorégraphiées par Lachchu Maharaj. Leur très grande qualité leur a valu d'être nommées aux Filmfare Awards du Meilleur compositeur, Meilleur parolier et Meilleure interprète pour Lata Mangeshkar. Les moyens techniques de l'époque ne permettant pas de créer l'effet de réverbération souhaité pour Pyar Kiya To Darna Kya, la voix de Lata Mangeshkar est enregistrée dans la salle de bain des studios.
1. Bekas Pe Karam Kijiye interprétée par Lata Mangeshkar
2. Khuda Nigheban Ho interprétée par Lata Mangeshkar
3. Mohabbat Ki Jhooti Kahani interprétée par Lata Mangeshkar
4. Mohe Panghat Pe interprétée par Lata Mangeshkar
5. Prem Jogan Ban Ke interprétée par Ustad Gulam Ali Khan
6. Pyar Kiya To Darna Kya interprétée par Lata Mangeshkar
7. Shubh Din Aayo Raj interprétée par Bade Gulam Ali,
8. Teri Mehfil Mein Qismat Aazmakar interprétée par Lata Mangeshkar et Shamshad Begum
9. Yeh Dil Ki Lagi interprétée par Lata Mangeshkar
10. Humen Kash Tumse Mohabbat interprétée par Lata Mangeshkar
11. Ae Mohabbat Zindabad interprétée par Mohammed Rafi

## Récompenses
Mughal-E-Azam reçoit trois récompenses aux Filmfare Awards 1961  : 
- Meilleur film
- Meilleure photographie : R.D. Mathur
- Meilleurs dialogues : Aman, Kamal Amrohi, Wajahat Mirza, Ehsan Rizvi

Ce film est également nommé pour les prix du Meilleur réalisateur, de la Meilleure actrice et dans toutes les catégories pour la musique.